# Contea di Chemung
La contea di Chemung (in inglese Chemung County) è una contea dell'area centro-meridionale dello Stato di New York negli Stati Uniti. Il capoluogo è Elmira.

## Geografia fisica
La contea si trova nel sud dello Stato, al confine con la Pennsylvania.
Il territorio della contea è prevalentemente collinoso e raggiunge la massima elevazione di 521 metri. A oriente scorre verso sud il Cayuta Creek che segna parte del confine orientale. Nell'area centrale scorre verso sud il Chemung Creek. Nell'area settentrionale scorre verso nord il Catharine Creek.

### Contee confinanti
- Contea di Tompkins - nord-est
- Contea di Tioga - est
- Contea di Bradford (Pennsylvania) - sud
- Contea di Tioga (Pennsylvania) - sud-est
- Contea di Steuben - ovest
- Contea di Schuyler - nord-ovest

## Storia
I primi abitanti del territorio della contea furono i nativi della confederazione irochese. Quando furono istituite le Province di New York nel 1683 l'area dell'attuale contea faceva parte della contea di Albany.
Nel 1779 nei pressi dell'attuale città di Elmira fu combattuta una battaglia tra i lealisti e i loro alleati indiani guidati da Joseph Brant e le truppe americane guidate dal generale Sullivan che vide la sconfitta dei lealisti e dei nativi. Nel 1791 a Elmira fu raggiunto un accordo tra gli irochesi ed il Governo degli Stati Uniti con il quale gli indiani persero la proprietà del territorio.
La contea fu istituita nel 1836 separando il territorio che ne avrebbe fatto parte dalla contea di Tioga. Il nome deriva da quello di un villaggio Seneca e significa "grande corno". Nel 1854 dal territorio della contea venne separato parte del territorio che avrebbe costituito la contea di Schuyler.

## Comuni
L'unica city è Elmira, il capoluogo.

### Towns
| - Ashland - city - Baldwin - town - Big Flats - town - Catlin - town - Chemung - town - Elmira Heights - village - Erin - town | - Horseheads - town - Millport - village - Southport - town - Van Etten - town - Veteran - town - Wellsburg - village |